# 신혜수 (인권운동가)
신혜수(1950년 6월 23일 ~ )는 대한민국의 인권운동가이다. 성매매추방범국민운동 상임대표, 한국여성의전화 상임대표, 한국정신대문제대책협의회(약칭 정대협) 상임대표, 유엔 여성 차별 철폐 위원회 부위원장 등을 역임했다. 유엔사회권위원회 위원직을 수행하고 있고, 사단법인 유엔인권정책센터(Korea Center for United Nations Human Rights Policy : 약칭 'KOCUN', '코쿤')의 상임대표이며, 이화여자대학교 국제대학원 교수이다.

## 생애
1972년 이화여자대학교 영문학과를 졸업하였다. 이후 한국여성유권자연맹에서 2년, 교회여성연합회에서 4년여 동안 간사로 일했다.
유신 치하 동안 배우자인 서경석 목사가 투옥되는 일을 겪었다. 이화여자대학교에서 사회학 석사학위를 받은 신혜수는 1982년 서경석과 함께 미국으로 유학을 갔다. 훗날 성고문 사건 피해자인 권인숙이 공부하기도 했던 미국 뉴저지에 위치한 럿거스 대학교에서 사회학 박사과정을 밟는 동안에 신혜수는 미국 여성운동가 샬럿 번치를 만났다. 신혜수는 그를 통해 여성운동의 국제적 네트워크에 합류할 수 있었고, 귀국 후 유엔에 나가 위안부 문제를 국제적 이슈로 끌어내는 데 도움을 얻었다. 신혜수가 귀국할 당시 대한민국에서는 윤정옥 교수의 연구와 한겨레신문에 의해 위안부 문제가 세상에 알려지던 때였다. 1990년 11월 16일에 정대협이 결성되었고 당시 정대협 대표였던 이효재는 유학에서 돌아온 신혜수에게 국제협력위원이라는 자리를 맡겨 유엔에서의 활동을 요청했다. 이후 신혜수는 위안부 할머니들과 함께 뉴욕, 빈, 동남아시아의 여러 나라 등을 방문해 국제적 여성운동가로 활동하게 되었다.
1995년부터 2002년까지는 한국여성의전화 상임대표를, 1999년부터 2001년까지는 한국여성단체연합 공동대표를 맡았다. '매 맞는 아내' 문제를 사회문제화한 한국여성의전화 상임대표로서 '성폭력특별법 및 가정폭력방지법' 제정을 이끌어냈고, 정대협 국제협력위원장으로 일본의 성노예 문제를 유엔에 제기해 국제적으로 공론화시키는 데 기여했다. 1996년에는 미국 워싱턴 소재 '국제 여성·법·개발'이 주는 제1회 세계여성인권상을 받았다. 4년 임기를 두 번 중임해 2001년부터 8년 동안 유엔 여성 차별 철폐 위원회 위원으로 활동했고 2008년 12월 31일을 끝으로 그 임기가 종료됐다.
2009년부터 성매매추방범국민운동 상임대표를 맡아 성매매 추방에 앞장섰고, 2010년부터 유엔인권정책센터 상임대표를 겸직해 여성에서 남성의 인권으로까지 관심의 폭을 넓혔다. 2010년 4월 28일, 유엔 산하 경제적·사회적·문화적 권리위원회 위원에 선출됐다. 2010년 4월 29일, 외교통상부는 "신혜수 후보가 2010년 4월 28일 유엔에서 실시된 2011년 ~ 2014년 임기의 위원 선거에서 54개 이사국 중 38개국의 지지로 당선됐다"라고 밝혔다. 경제적·사회적·문화적 권리위원회(CESCR)는 18명의 국제 인권 전문가로 구성되며, 대한민국은 1990년 4월에 가입했고, 한국인이 위원으로 선출된 것은 신혜수가 처음이었다. 2014년 4월 23일에 한국 유엔대표부는 "유엔 경제 사회 이사회(ECOSOC)에서 무경합 무투표로 신혜수 교수가 재선됐다"고 밝혔는데, 경제적·사회적·문화적 권리위원회 위원에 재선된 신혜수의 임기는 2015년부터 2018년까지다.
2010년 10월 29일, 삼성생명공익재단 주최 제10회 비추미 여성대상 해리상(여성지위 향상 및 권익신장 부문)을 받았다.

## 관련 기사
- 김현정. 신혜수, "성매매법 없애자? 전국에 업소 넘칠 것". 노컷뉴스. 2009년 9월 23일.
- 신혜수. 유엔 사회권규약과 한국의 과제. 경향신문. 2013년 5월 10일.